# アルテュール・オネゲル

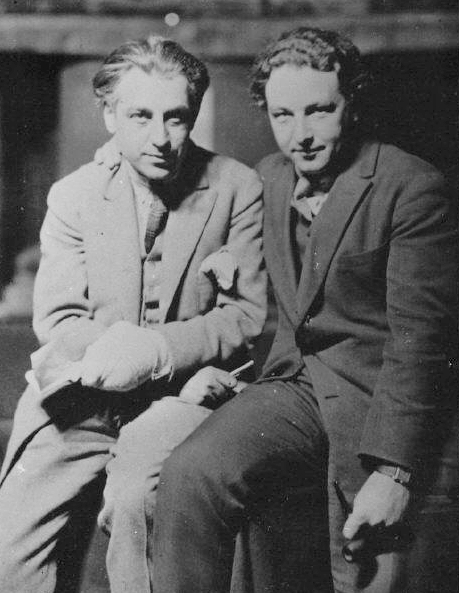
映画監督アベル･ガンスと（1923）

アルテュール・オネゲル（フランス語: Arthur Honegger、1892年3月10日 - 1955年11月27日）は、スイスとフランスの二重国籍を持ち、主にフランスで活躍した作曲家である。フランス6人組のメンバーの一人。アルテュール・ホーネッガーとも読む。

## 生涯と作風

### 生涯
1892年の3月12日にスイス人の両親の元、ルアーブルに生まれる。本来「オスカル＝アルテュール・オネゲル（Oscar-Arthur Honegger）」という名前であったが、「オスカル」の部分は使われることはなかった。父アルテュール・オネゲル＝ユルリックはコーヒーの輸入商社の支配人を務めていた人物で、母と同じく音楽の愛好家でもあった。音楽好きでピアノも得意だった母ジュリー・ユルリックから音楽の手ほどきを受け、最初ヴァイオリンを習うが、作曲の試みがこの最初の頃から行われていたとオネゲル自身が語っている。また1904年頃には詩や小説の創作を試みたりしている。
1905年、教会のオルガニストを経て、ソートゥルィユに和声法と対位法の音楽理論の手ほどきを受けた。チューリッヒ・トーンハレ管弦楽団の創設者でチューリッヒ音楽院の院長でもあったフリードリヒ・ヘーガー（1841年 - 1927年）に勧められ作曲家を志す。1910年に故郷のルアーブルで最初の作品である『ピアノのための3つの小品』が出版される。1911年パリ音楽院に入学。ダリウス・ミヨーは同窓生で、以後生涯にわたって特別の親友となる。
第一次世界大戦の際はスイス軍に従軍し、一時国境警備などにも就くが、まもなくパリに戻り、以降生涯のほとんどをパリで暮らした。
1913年に生涯の伴侶となる妻アンドレ・ヴォラブールと出会い、数年後に結婚した。
フランス近代の作曲家と考えられるようになったのはこうした経歴と、コクトーのグループに属し、フランス6人組という形で世に出たことも影響している。しかし自身はプロテスタントで、チューリッヒに籍を持ち続け、ドイツ語圏のワーグナーなどに強い共感を持っていた。この点で反ワーグナーを標榜していた6人組の他のメンバーとは一定の距離を持っていた。
1921年に発表した『ダヴィデ王』によって、6人組ではなく独立した作曲家として高い評価を受け、1925年にパリでクーセヴィツキーによって初演された交響的断章（運動）第1番『パシフィック231』が大評判となり、一躍時代の寵児となった。
1931年オペラ座にてポール・ヴァレリー原作「アンフィオン（Amphion)」を、ルビンシュタイン・バレエ団により上演。

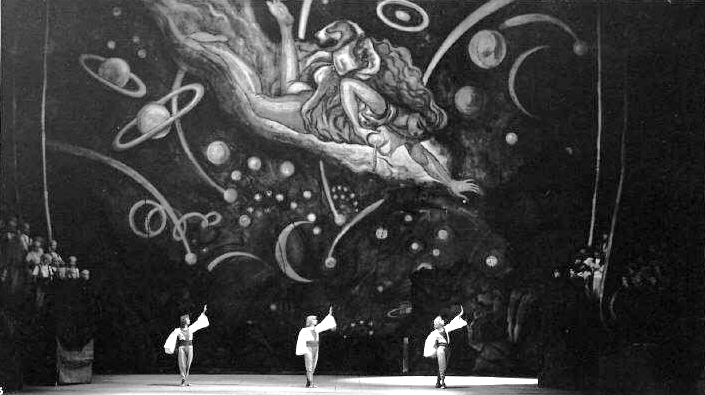
「アンフィオン」公演(1941年再演)

1934年から1935年にかけて、イダ・ルビンシュタインを想定し、ポール・クローデルの協力で生み出された劇的オラトリオ『火刑台上のジャンヌ・ダルク』が作曲・完成され、初演は熱狂的な大成功を収める。
1945年以降はあらゆる領域で新たな地平を発見する目的で、ドイツ、ベルギー、イギリス、オランダ、ポーランド、チェコスロヴァキア、イタリア、スペイン、ギリシャなどヨーロッパの主要な国へ旅行する。
1947年夏にアメリカへ自作の指揮と講演を行うために来訪していたが、ニューヨークで狭心症（心疾患）を患って倒れ、少しずつではあったが4ヶ月後に回復した。回復後もこの疾患はオネゲルの身体に大きな打撃を与え、帰国後はドイツやスイスに転地して療養し、治療の一環として食事療法を行った。この過酷な時期に作曲した最後の作品は『クリスマス・カンタータ』である。
1955年11月27日、パリのモンマルトルの自宅で医師の往診を待っていたオネゲルは、ベッドから起き上がろうとした途端、妻の腕の中で意識を失い、そのまま帰らぬ人となり、63年の生涯を閉じた。死因は血栓症であった。
遺体はモンマルトルの古い教会の近くにあるサン・ピエール小墓地に埋葬された。

### 作風・その他

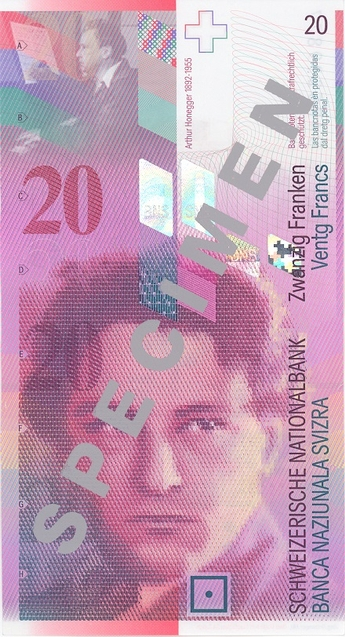
20スイス・フラン札に描かれたオネゲルの肖像

『ダヴィデ王』の他にも『火刑台上のジャンヌ・ダルク』など、聖書や歴史上の人物を主題とした劇場作品や声楽入り作品を数多く残した他、全5曲の交響曲、室内楽から映画音楽まで、幅広く作品を残している。映画音楽でも1927年の長編無声映画『ナポレオン』の音楽や『うたかたの恋』、『レ・ミゼラブル』、『魔の山』など50以上の映画に音楽を作曲しており、無声映画時代からトーキーまで長いキャリアを誇る。
著書に『わたしは作曲家である』がある。その中でオネゲルは、作曲家という仕事の報われなさや音楽の将来への悲観的意見を、西欧文明の未来への悲観と重ね合わせて語っている。
なおスイスでは、オネゲルは一般にスイス人として認知されている。母語はフランス語とスイス・ドイツ語（正確にはチューリッヒ・ドイツ語）であった。またその肖像は、1996年10月から発行されている、第8次のスイス・フラン紙幣の20フラン紙幣に描かれていた。

## 自作録音
1929年から1947年にかけてデッカ・レコードを含む複数のレーベルに自作の10作品をSP録音を行っている。『パシフィック231』や『ラグビー』、交響曲第3番『典礼風』を指揮して残している（ただし、オーケストラは「交響楽団」としか明記されていない）。また歌曲集も録音しており、オネゲルはピアノの伴奏を担当している。

## エピソード
- オネゲルがワーグナーの音楽に対して非常に心酔していた事実は周知の通りである。ある友人はワーグナーの『トリスタンとイゾルデ』が嫌いであるとはっきり言ったが、それに対してオネゲルは「それでは、あなたは恋愛をした経験がないのか」と言い返したという。
- まだ母親から音楽の手ほどきを受けていた頃は、音楽を習うよりもむしろ港に行って船を眺めることが好きであったという。
- 若い頃はタバコのパイプを集めることが趣味であった。
- 1946年に作曲した映画音楽『幽霊』(H.188)には、オネゲル自身も出演している。
- 後年は若手作曲家のための国際マスタークラスを開講し、アラン・ペッタション、カレル・フサ、シメオン・テン・ホルトなど多くの人材を輩出したものの、「この男には才能などない」と一言で切って捨てられたのが若き日のヤニス・クセナキスであった。

## 主要作品

### オペラ
- フィリッパ（1903年）
- 聖女アルメンヌの死（1918年）
- ユーディット（1925年 - 1926年）
- アンティゴーヌ（英語版）（1924年 - 1927年）
- 鷲の子（1953年）

### バレエ
- 真実と虚偽（1920年）
- 金属のばら（1928年） 一部分のみ現存、残りは消失
- 山の呼び声（1943年 - 1945年）

### 管弦楽曲
- ニガモンの歌（1917年）
- 交響詩『夏の牧歌』（1920年）
- 交響的黙劇『勝利のオラース』（1920年）
- 喜びの歌（1923年）
- 『テンペスト』のための前奏曲（1923年）
- 交響的断章（運動）第1番『パシフィック231』（1923年）
- 交響的断章（運動）第2番『ラグビー』（1928年）
- 交響的断章（運動）第3番（1933年）
- 交響曲第1番（1930年）
- 交響曲第2番（1941年）
- 交響曲第3番『典礼風』（1946年）
- 交響曲第4番『バーゼルの喜び』（1946年）
- 交響曲第5番『三つのレ』（1950年）

### 協奏曲
- ピアノ小協奏曲（1924年）
- チェロ協奏曲（1929年）
- 室内協奏曲（フルート、コーラングレと弦楽合奏のための）（1948年）

### 室内楽・器楽曲
- ヴァイオリンソナタ第1番 嬰ハ短調（1918年）
- ヴァイオリンソナタ第2番 ロ長調（1919年）
- ヴィオラソナタ（1920年）
- チェロソナタ ニ短調（1920年）
- ヴァイオリンとチェロのためのソナチネ（1932年）
- クラリネットとピアノのためのソナチネ（1922年）
- 無伴奏ヴァイオリンソナタ（1940年）
- 牝山羊の踊り（無伴奏フルートのための）（1919年）
- ロマンドの音楽帳（1923年）
- 呪文（オンド・マルトノのための）（1946年）
- イントラーダ（トランペットとピアノのための）（1947年）

### その他舞台作品・合唱作品
- 交響的詩篇『ダヴィデ王』（1921年第1版、1923年第2版）
- 劇的オラトリオ『火刑台上のジャンヌ・ダルク』（1935年）
- オラトリオ『死者たちの踊り』（独唱・合唱・管弦楽のための）（1938年）
- クリスマス・カンタータ（1953年）

### 映画音楽
- ナポレオン（フランス語版）（1927年）
- レ・ミゼラブル（1933年）
- うたかたの恋（1936年）
- ピグマリオン（1938年）

## 著作（日本語訳）
- 『わたしは作曲家である』（吉田秀和訳 創元社 1953年 → 音楽之友社 1970年）
- 『音楽論』（塚谷晃弘訳 昭森社 1961年）
- 『化石への呪文』（塚谷晃弘訳 カワイ楽譜 1971年）

### オネゲルに関する著作
- ジャック・フェショット『オネゲル』（天羽均訳 音楽之友社 1971年）